# 크리던스 클리어워터 리바이벌
크리던스 클리어워터 리바이벌(Creedence Clearwater Revival, 줄여서 C.C.R.)은 미국 출신의 록 밴드이다. 이들은 캘리포니아주 해안 지방 출신이지만, 스웜프 블루스의 영향을 많이 받은 음악을 연주했다. 1967년 《Creedence Clearwater Revival》이라는 앨범이 미국에서 골드 앨범을 기록하는 등 큰 성공을 거두었으나, 1971년 존 포거티가 밴드를 떠난 후 1972년 마지막 앨범을 발표하고, 같은 해 10월 16일 해체되었다.
록 음악이 처음에 보여주었던 가능성에서 벗어나 점점 더 발전해 나가던 시기, 크리던스 클리어워터 리바이벌은 로커빌리와 스왐프 뮤직, 리듬 앤 블루스 그리고 컨트리 송을 간결하게 합쳐 그들의 뿌리로 가져왔다. 크리던스 클리어워터 리버이벌(이하 CCR)은 그들의 아주 단단하고 효과적인 준비를 한 그룹이었지만, 그들의 미래는 가수이자 작곡가, 기타리스트 그리고 리더였던 존 포거티의 몫이었다. 포거티의 크리던스를 위한 클래식한 구성은 지속된 미국적인 이미지와 노래에 반영되는 뜨거운 이슈들을 떠올리게 했다. 포거티는 이것에 클래식 로커빌리 앙상블의 경제적이고 원시적인 힘을 수반할 수 있는 능력을 지녔다.
CCR의 음악은 여전히 미국의 클래식 록 라디오에서 많이 틀고 있다. 미국에서는 CCR 음반 2,800만 장이 판매되었고 1976년에 처음 발매된 컴필레이션 앨범 《Chronicle: The 20 Greatest Hits》은 여전히 빌보드 200 앨범 차트에 올라가 있으며, 2022년 8월에 600주 동안 차트에 머물렀다. 이 앨범은 10배 플래티넘을 수상했다.

## 역사

### 결성
크리던스의 중요한 요소는 60년대 후반에 전국적인 성공을 거두기 전, 밴드 결성초기에 약 10년간 술집 밴드에서 활동을 했다는 것이다. 존의 형인 톰은 캘리포니아주 엘 세리토(샌프란시스코 만 건너편 작은 마을)에서 50년대 후반 블루 벨벳이라는 밴드를 결성했다. 60년대 중반까지 그들은 그 이름으로 어느 정도의 명성을 얻기는 했지만, 별 희망이 없는 무명의 레코딩을 가지고 판타지 레코드와 계약을 했다. 골리워그즈라는 이름으로 그룹명을 바꾸고 몇몇 싱글을 발매하기도 했으나 아무런 성과를 거두지 못했다. 사실 그들의 초기 활동에서는 장래성을 거의 찾아볼 수가 없었다. 주로 존이 아닌 톰이 대부분의 노래를 불렀기 때문이다. 크리던스는 존이 밴드의 존망을 결정하는 부분-보컬과 작곡-을 인계받았을 때 스스로의 정체성을 찾을 수 있었다.

### 데뷔
1968년 크리던스 클리어워터 리바이벌이라는 이름으로 그들의 최초의 음반을 냈을 때 그들은 왕복으로 연주를 했다. 50년대 클래식인 "I Put a Spell on You"와 "Suzie Q."를 사이키델릭과 유사하게 연주한 것과 길게 늘여 연주한 것이 그것이다. 후자는 그들의 최초의 빅 히트를 기록했다. 그러나 밴드는 1969년 초반 두 번째 싱글인 “Proud Mary”를 발매할 때까지는 꽃을 피우지 못했다. 그것은 존이 남부의 토속 음악과 이미지를 편안하게 다가가는데 재능이 있었음을 보여주는 것이다. 그것은 2년에 걸쳐, 불쾌한 현실을 그대로 보여주는, 리틀 리차드의 영향을 받은 듯한 가수로부터 나온 가장 성공적인 음악의 시작점에 불과했다. 그것은 "Bad Moon Rising," "Green River," "Down on the Corner," "Travelin' Band," "Who'll Stop the Rain," "Up Around the Bend," and "Lookin' Out My Back Door." 등을 포함했다.

### 전성기
크리던스는 훌륭한 음반들을 만들었지만 그들의 장점은 역시 싱글이었다. 그들의 음반은 로큰롤 명곡들을 간단히 커버한 것들과 보통 수준에 머무르는 곡들로 이루어진, 양을 채우는 것에 불과했다. 비틀즈가 1970년대 초반 해체했을 때, CCR은 뛰어난 기술과 대단히 기억하기 쉬운 예술적 표현에서 다른 밴드의 추격을 허용하지 않았다. 그리고 3~4개월마다 차트의 상위권을 기록했다. 비록 그들은 샌프란시스코 지역에서 가장 훌륭했다고 평가받지만 당대의 환각적인 방종에 무릎을 꿇지는 않았다. 즉 마약을 하거나 방탕한 삶을 살지 않았다는 것, 사이키델릭 음악을 하지 않았다는 것이다. 존 포거티는 "Fortunate Son“와 같은 곡들에서 노동자 계급의 비애를 노래하는데 능숙했다. 또한 "Travelin' Band" 와 "Down on the Corner"라는 곡에서 백인 록 밴드가 발휘할 수 있는 가장 훵키한 음악을 했다.

### 해체
존 포거티의 강력한 권력에 의해 크리던스는 민주적인 통합을 이루지 못했다는 평가를 받는다. 포거티의 우월함은 그룹의 이른 해체의 씨앗을 뿌린 셈이었다. 톰 포거티는 1971년 떠났고 (눈에 띄지 않는 솔로 음반을 몇 장 녹음했다.) 밴드는 3인조로 줄어들었다. 존은 드러머 더그 클리포드와 베이시스트 스튜 쿡을 밴드의 마지막 음반인 1972년작 Mardi Gras에서 작곡과 보컬 부분을 상당수 양도했다. 그것은 결정적으로 CCR이 훌륭한 평가를 받기 위해선 포거티의 노래와 곡이 필요하다는 것을 의미했다.

### 솔로
물론 존 포거티는 그룹이 해체된 후에도 활동을 이어갔다. 그의 솔로 음반은 꽤나 변덕스러웠는데 거의 10년간 판타지 레코드와의 법적 투쟁으로 인해 자리를 비웠기 때문이다. 그의 1984년 음반 Centerfield는 그 정신이 그가 여전히 초기 크리던스 느낌으로 록을 할 수 있다는 것을 증명했다. 1990년 톰 포거티가 세상을 떠났다.

## 음악 스타일
캘리포니아 출신임에도 불구하고 CCR은 "블루스, 뉴올리언스 R&B, 로커빌리의 독특한 혼합으로 미국 남부를 신화화했다"고 NPR은 평하고 있으며 올뮤직은 "파워풀한 록앤롤, 스왐프 팝, 블루스, 컨트리의 독특한 융합을 창조했다"고 했다. 이들은 스왐프 록과 컨트리 록의 선구자로 언급되기도 하며 루츠 록, 블루스 록, 서던 록도 연주했다. 종종 미국 남부 지역을 상징하는 늪지대, 메기, 미시시피강 등의 내용들을 가사에 활용했으며 로맨틱한 사랑 노래 보다는 베트남 전쟁과 같은 정치사회적 의식을 담은 가사들에 집중했다.

## 음악적 유산
<롤링 스톤>지는 CCR을 "역사상 가장 위대한 아티스트 100인" 중 82위로 선정했고, 2003년 "역사상 가장 위대한 앨범 500선" 목록에는 《Green River》가 95위로, 《Cosmo's Factory》가 265위로, 《Willy and the Poor Boys》가 392위로 포함되었다. 또한, 2004년 "역사상 가장 위대한 노래 500선" 목록에는 <Fortunate Son>이 99위로, <Proud Mary>가 155위로, <Who'll Stop the Rain>이 188위로, <Bad Moon Rising>이 355위로 선정되었다.
어클레임드 뮤직에 따르면 CCR은 대중 음악 역사상 가장 인기 있는 아티스트들 중 61위다.
2013년 <Fortunate Son>은 미국 의회도서관의 "문화적, 역사적, 미학적으로 중요한" 음향 녹음물 목록인 국립 녹음 레지스트리에 추가되었다.
<Fortunate Son>, <Proud Mary>, 그리고 《Cosmo's Factory》는 모두 그래미 명예의 전당에 등록되었다. <Proud Mary>는 VH1의 "역사상 가장 위대한 록 송 100선" 목록에서 39위로, <Bad Moon Rising>은 NME의 "역사상 가장 위대한 노래 500선" 목록에서 363위로 랭크되었다.

## 멤버
- 더그 클리포드 (Doug Clifford) – 드럼, 퍼커션, 백보컬, 리드 보컬 (1959–1972)
- 스투 쿡 (Stu Cook) – 베이스 기타, 백보컬, 리드 보컬, 키보드, 리듬 기타 (1959–1972)
- 존 포거티 (John Fogerty) – 리드 보컬, 리드 기타, 키보드, 하모니카, 색소폰 (1959–1972)
- 톰 포거티 (Tom Fogerty) – 리듬 기타, 백보컬, 리드 보컬 (1959–1971; 1990년 사망)

## 디스코그라피

### 정규 음반
- Creedence Clearwater Revival (1968)
- Bayou Country (1969)
- Green River (1969)
- Willy and the Poor Boys (1969)
- Cosmo's Factory (1970)
- Pendulum (1970)
- Mardi Gras (1972)

## 같이 보기
- 톰 포거티